# ادموند بیلافسکی
ادموند بیلافسکی (لهستانی: Edmund Bielawski) یک کاوشگر، فیلم‌ساز مستند و فیلم‌بردار اهل لهستان است.
او در یکی از سفرهای اکتشافی‌اش به «رشته‌کوه‌های کوردی‌یرا» از طریق رود آمازون، فیلمی از آیین «کوچک‌کردن سر» در اقوام بومی «شوار» تهیه کرد و فیلمی نیز دربارهٔ این رودخانه به نام «افق‌های بی‌پایان آمازون» ساخت.